# Sorex veraecrucis
Sorex veraecrucis är en däggdjursart som beskrevs av Jackson 1925. Sorex veraecrucis ingår i släktet Sorex och familjen näbbmöss. IUCN kategoriserar arten globalt som livskraftig.
Denna näbbmus förekommer i bergstrakter i centrala och södra Mexiko. Den vistas i regioner som ligger 1600 till 3650 meter över havet. Habitatet utgörs av bergsskogar och jordbruksmark.

## Underarter
Arten delas in i följande underarter:
- S. v. cristobalensis
- S. v. oaxacae
- S. v. veraecrucis